# Теківська сільська рада
Теківська сільська́ ра́да — адміністративно-територіальна одиниця та орган місцевого самоврядування в Виноградівському районі Закарпатської області. Адміністративний центр — село Теково.

## Загальні відомості
- Населення ради: 2 138 осіб (станом на 2001 рік)

## Населені пункти
Сільській раді підпорядковані населені пункти:
- с. Теково
- с. Гудя

## Склад ради
Рада складається з 16 депутатів та голови.
- Голова ради: Коложварі Олександр Адальбертович
- Секретар ради: Дудаш Марія Василівна

### Керівний склад попередніх скликань
| Прізвище, ім'я, по батькові       | Основні відомості                                                 | Дата обрання | Дата звільнення |
| --------------------------------- | ----------------------------------------------------------------- | ------------ | --------------- |
| Коложварі Олександр Адальбертович | Сільський голова, 1954 року народження, освіта, безпартійний      | 26.03.2006   | 31.10.2010      |
| Коложварі Олександр Адальбертович | Сільський голова, 1954 року народження, освіта вища, безпартійний | 31.10.2010   |                 |

Примітка: таблиця складена за даними сайту Верховної Ради України

### Депутати
За результатами місцевих виборів 2010 року депутатами ради стали:

#### За суб'єктами висування
| Суб'єкт висування | Кількість обраних депутатів | %    |
| ----------------- | --------------------------- | ---- |
| Партія регіонів   | 15                          | 50   |
| Самовисування     | 14                          | 46,7 |
| Народна партія    | 1                           | 3,3  |

#### За округами
| № округу        | Прізвище, ім'я, по батькові       | Дата визнання обраним | Освіта             | Партійна приналежність | Відомості про обраного депутата                                            |
| --------------- | --------------------------------- | --------------------- | ------------------ | ---------------------- | -------------------------------------------------------------------------- |
| Народна Партія  |                                   |                       |                    |                        |                                                                            |
| 8               | Мурга Валерій Петрович            | 11.11.2010            | вища               | член Народної партії   | тимчасово не працює                                                        |
| Партія регіонів |                                   |                       |                    |                        |                                                                            |
| 1               | Яворський Станіслав В’ячеславович | 11.11.2010            | середня спеціальна | член Партії регіонів   | Тячівський Держлісгосп, лісник                                             |
| 2               | Рекіта Тамара Йосипівна           | 11.11.2010            | вища               | член Партії регіонів   | Тернівська загальноосвітня школа, вчитель                                  |
| 10              | Хромей Іван Васильович            | 11.11.2010            | середня спеціальна | член Партії регіонів   | приватний підприємець                                                      |
| 11              | Стенавський Микола Михайлович     | 11.11.2010            | вища               | член Партії регіонів   | “Ескот", головний механік                                                  |
| 12              | Джуган Ганна Василівна            | 11.11.2010            | вища               | член Партії регіонів   | Терново амбулаторія загальної практики - сімейної медицини, головний лікар |
| 17              | Костяк Михайло Іванович           | 11.11.2010            | середня спеціальна | член Партії регіонів   | тимчасово не працює                                                        |
| 18              | Петровці Василь Іванович          | 11.11.2010            | середня спеціальна | член Партії регіонів   | тимчасово не працює                                                        |
| 19              | Шепулін Сергій Васильович         | 11.11.2010            | середня спеціальна | член Партії регіонів   | тимчасово не працює                                                        |
| 20              | Рошканюк Микола Іванович          | 11.11.2010            | вища               | член Партії регіонів   | Петрушівська загальноосвітня школа І-ІІ ст.                                |
| 21              | Церкуник Катерина Михайлівна      | 11.11.2010            | вища               | член Партії регіонів   | Петрушівська загальноосвітня школа І-ІІ ст., вчитель                       |
| 22              | Мазур Юрій Михайлович             | 11.11.2010            | середня            | член Партії регіонів   | приватний підприємець                                                      |
| 23              | Мазур Наталія Михайлівна          | 11.11.2010            | середня спеціальна | член Партії регіонів   | Петрушівська загальноосвітня школа І-ІІ ст., педагог- організатор          |
| 25              | Лавришин Василь Юрійович          | 11.11.2010            | середня спеціальна | член Партії регіонів   | тимчасово не працює                                                        |
| 26              | Лавришин Михайло Йосипович        | 11.11.2010            | середня спеціальна | член Партії регіонів   | тимчасово не працює                                                        |
| 29              | Циркуник Степан Іванович          | 11.11.2010            | середня            | член Партії регіонів   | тимчасово не працює                                                        |
| Самовисування   |                                   |                       |                    |                        |                                                                            |
| 3               | Онуфрій Василь Іванович           | 11.11.2010            | вища               | позапартійний          | тимчасово не працює                                                        |
| 4               | Цубера Ганна Юріївна              | 11.11.2010            | вища               | позапартійна           | пенсійний фонд, Тячів, головний сеціаліст                                  |
| 5               | Стенавська Василина Михайлівна    | 11.11.2010            | середня спеціальна | позапартійна           | Тернівська сільська рада, секретар                                         |
| 6               | Костевич Іван Іванович            | 11.11.2010            | середня            | позапартійний          | приватний підприємець                                                      |
| 7               | Кубенець Василина Андріївна       | 11.11.2010            | середня спеціальна | позапартійна           | Тернівська СТВК Карпати, бухгалтер- касир                                  |
| 9               | Калинич Іван Іванович             | 11.11.2010            | середня            | позапартійний          | тимчасово не працює                                                        |
| 13              | Руснак Юлія Іванівна              | 11.11.2010            | середня            | позапартійна           | Тернівська сільська рада, заступник головного бухгалтера                   |
| 14              | Кустрьо Тетяна Омельянівна        | 11.11.2010            | середня            | позапартійна           | тимчасово не працює                                                        |
| 15              | Каптола Роман Іванович            | 11.11.2010            | вища               | позапартійний          | тимчасово не працює                                                        |
| 16              | Кіра Іван Васильович              | 11.11.2010            | середня спеціальна | позапартійний          | Тернівський дитячий садок, кочегар                                         |
| 24              | Ференчук Юрій Андрійович          | 11.11.2010            | середня спеціальна | позапартійний          | Тернівська сільська рада, заступник голови по земельних питаннях           |
| 27              | Лавришин Василь Петрович          | 11.11.2010            | середня спеціальна | позапартійний          | Тячівський Держлісгосп, лісник                                             |
| 28              | Рошканюк Іван Юрійонич            | 11.11.2010            | вища               | позапартійний          | Вишов. дитячий садок, завід.                                               |
| 30              | Лавришин Юрій Іванович            | 11.11.2010            | середня            | позапартійний          | тимчасово не працює                                                        |

## Населення
Згідно з переписом УРСР 1989 року чисельність наявного населення сільської ради становила 2180 осіб, з яких 1018 чоловіків та 1162 жінки.
За переписом населення України 2001 року в сільській раді мешкало 2127 осіб.

### Мова
Розподіл населення за рідною мовою за даними перепису 2001 року:
| Мова       | Відсоток |
| ---------- | -------- |
| українська | 66,60 %  |
| угорська   | 32,55 %  |
| російська  | 0,75 %   |
| білоруська | 0,05 %   |
| молдовська | 0,05 %   |